# 理查德·罗尔斯
理查德·罗尔斯（英語：Richard Rowles，1973年1月3日—），澳大利亚男子拳击运动员。他曾代表澳大利亚参加1994年和1998年英联邦运动会拳击比赛，其中1994年英联邦运动会获得男子67公斤级铜牌。